# Касива
Каси́ва (яп. 柏市 Касива-си) — центральный город на юго-востоке Японии. Относится к префектуре Тиба. Площадь  составляет 114,90 км², население — 407 762 человека (1 августа 2014), плотность населения — 3548,84 чел./км².

## Демография
Изменение численности населения Касивы по годам:
| год  | население |
| 1970 | 169 115   |
| 1975 | 225 215   |
| 1980 | 272 904   |
| 1985 | 311 155   |
| 1990 | 347 002   |
| 1995 | 362 880   |
| 2000 | 373 778   |
| 2005 | 380 963   |
| 2010 | 404 079   |

Демографической проблемой Касивы, как и всей Японии, является старение населения. Для облегчения жизни пожилого населения в городе реализуется пилотный проект, связанный со строительством микрорайона, предназначенного для проживания данной категории населения. На данной городской территории наряду с жилыми домами располагаются учреждения, позволяющие оказывать пожилым жителям района медицинскую, социальную и другие виды помощи. Данный проект рассчитан не только на улучшение условий проживания, но и на сокращение расходов связанных с обслуживанием пожилых, поскольку большинство необходимых служб находится в территориальной близости к своей целевой группе и несложную медицинскую помощь можно будет получить без обращения в традиционные учреждения здравоохранения.

## Экономика
Касива является региональным торговым центром, а также спальным районом для соседних Токио и Тибы. Помимо этого в городе располагается ряд пищевых производств и металлургический завод компании Sumitomo Light Metal Industries.

## Транспорт
- Кокудо 16

## Спорт
В городе базируется футбольный клуб «Касива Рейсол».

## Города-побратимы
- США — Торранс, с 20 февраля 1973 года
- Китай — Чэндэ, с 1 ноября 1983 года
- США — Гуам, с 30 ноября 1991 года
- Австралия — Камден, с 11 апреля 1997 года
- Япония — Цугару, с 19 ноября 1994 года

## Экологические проблемы
Несмотря на территориальную удалённость, город испытал на себе воздействие последствий аварии на АЭС Фукусима-1. Уровень радиации в пробах грунта из города превысил допустимый уровень в 164 раза, составив 57,5 микрозиверта в час (при 0,35 положенных). Некоторые сомнения причастности повышенной радиации к указанной аварии вызывал тот факт, что пробы брались с глубины 30 см, однако проведённый анализ показал наличие в пробах радиоактивного цезия, который был основным радиоактивным элементом, попавшим со станции в окружающую среду.